# Гонозно
Гонозно (итал. Gonnosnò) је насеље у Италији у округу Ористано, региону Сардинија.
Према процени из 2011. у насељу је живело 800 становника. Насеље се налази на надморској висини од 190 м.

## Становништво
| 1951. | 1961. | 1971. | 1981. | 1991. | 2001. | 2011. |
| ----- | ----- | ----- | ----- | ----- | ----- | ----- |
| 1.169 | 1.099 | 960   | 1.079 | 1.006 | 900   | 800   |